# アリーシャ・ガルシア
アリーシャ・ガルシア（Alyssa Garcia、1993年12月8日 - ）は、アメリカ合衆国の女性総合格闘家。

## 来歴
高校時代はレスリングに打ち込み、短大へ進学後、総合格闘技に転向する。ジョシュ・バーネットの元で練習し、 2016年12月29日RIZIN FIGHTING WORLD GRAND-PRIX 2016 無差別級トーナメント 2nd ROUNDで日本でビュー。浅倉カンナに勝利する。